# Климзов, Дмитрий Михайлович
Дмитрий Михайлович Климзов (1918—1946) — старшина Рабоче-крестьянской Красной Армии, участник Великой Отечественной войны, Герой Советского Союза (1945).

## Биография
Дмитрий Климзов родился 17 ноября 1918 года в селе Ильмино (ныне — Никольский район Пензенской области). После окончания семи классов школы работал в колхозе. В марте 1939 года был призван на службу в Рабоче-крестьянскую Красную Армию. С первого дня войны — на её фронтах. Принимал участие в боях на Западном, 1-м, 2-м и 3-м Белорусском фронтах, четыре раза был ранен. К июню 1944 года старшина Дмитрий Климзов был старшиной стрелковой роты 774-го стрелкового полка 222-й стрелковой дивизии 33-й армии 3-го Белорусского фронта. Отличился во время Белорусской операции.
23 июня 1944 года в районе деревни Головичи Дрибинского района Могилёвской области Белорусской ССР Климзов принял на себя командование взводом и уничтожил гарнизон дзота, захватил первую траншею противника. Затем, неожиданно напав на группу немецких солдат, сорвал их подготовку к контратаке. Следующей ночью в бою получил ранение, но продолжал сражаться, выполнив боевую задачу по удержанию позиций до подхода основных сил.
Указом Президиума Верховного Совета СССР от 24 марта 1945 года за «образцовое выполнение боевых заданий командования на фронте борьбы с немецкими захватчиками и проявленные при этом отвагу и геройство» старшина Дмитрий Климзов был удостоен высокого звания Героя Советского Союза с вручением ордена Ленина и медали «Золотая Звезда».
В дальнейшем участвовал в освобождении Литовской ССР и Польши. Был тяжело ранен и отправлен в госпиталь в Минске. Скоропостижно скончался от последствий полученных ранений 16 марта 1946 года.
Был также награждён орденом Красной Звезды и рядом медалей.

## Память
- Бюст Климзова установлен в Никольске.
- В его родном селе в его честь названа улица[1].

Бюст Климзова на Центральной площади г. Никольска Пензенской области.